# Prezident Čínské lidové republiky
Prezident Čínské lidové republiky (čínsky v českém přepisu čung-chua žen-min kung-che-kuo ču-si, pchin-jinem Zhōnghuá Rénmín Gònghéguó Zhǔxí, znaky zjednodušené 中华人民共和国主席, tradiční 中華人民共和國主席) je hlavou Čínské lidové republiky. Prezidentství je podle čínské ústavy úřad převážně ceremoniální s omezenými pravomocemi, nicméně od roku 1993 je zvyklostí, že úřad prezidenta je současně zastáván Generálním tajemníkem ústředního výboru Komunistické strany Číny, nejvyšším představitelem v systému jedné strany. Současný prezident je Si Ťin-pching, který se ujal úřadu 14. března 2013.

## Charakteristika
S výjimkou přechodných období je od roku 1993 nejvyšší představitel Číny zároveň prezident, stranický vůdce (generální tajemník ústředního výboru Komunistické strany Číny) a nejvyšší vojenský velitel (jako předseda Ústřední vojenské komise). Různé povinnosti tedy vykonává pod jednotlivými tituly.
Úřad byl poprvé zřízen Ústavou Čínské lidové republiky v roce 1954 a následně zastáván Mao Ce-tungem a Liou Šao-čchiem. Během Kulturní revoluce však Liou upadl v nemilost a úřad zůstal nadále neobsazený. Ústavou z roku 1975 byl úřad zrušen, poté byl obnoven Ústavou z roku 1982, avšak s omezenými pravomocemi. Původní oficiální překlad titulu byl „předseda“, po roce 1982 byl změněn na „prezident“, přičemž čínský výraz zůstává stejný.
Prezident (předseda) ČLR je zastupován viceprezidentem (místopředsedou) Čínské lidové republiky.

## Kvalifikace a volby
Podle současné ústavy Čínské lidové republiky musí být prezidentem čínský občan s plnými volebními právy, který dosáhl věku 45 let.
Prezident je volen Všečínským shromážděním lidových zástupců, nejvyšším státním orgánem Číny, který má také pravomoc odvolat prezidenta a další státní úředníky z funkce. O volbách a odvoláních se rozhoduje prostou většinou hlasů. 
Podle Organického zákona Všečínského shromáždění lidových zástupců je prezident nominován Prezidiem všečínského shromáždění lidových zástupců, výkonným orgánem Kongresu.  V praxi si však vládnoucí Komunistická strana Číny vyhrazuje post prezidenta pro svého současného generálního tajemníka . Stejně jako všichni státní úředníci volení Všečínským shromážděním lidových zástupců je prezident volen hlasováním.
V případě, že dojde k uvolnění úřadu prezidenta, nastoupí na jeho místo viceprezident. V případě, že se obě funkce uvolní, předseda Stálého výboru Všečínského shromáždění lidových zástupců dočasně vykonává funkci prezidenta, dokud Všečínské shromáždění lidových zástupců nezvolí nového prezidenta a viceprezidenta. 
Mezi rokem 1982 a březnem 2018 byly funkce prezidenta a viceprezidenta omezeny na dvě po sobě jdoucí období.  Toto omezení ale bylo zrušeno na Národním lidovém kongresu v roce 2018.  

## Pravomoce a povinnosti
Za současné ústavy ustavené v roce 1982 s drobnými revizemi v pozdějších letech, má prezident pravomoc vyhlásit zákony, zvolit a odvolávat premiéra (předsedu vlády) a ministry Státní rady, udělovat prezidentské milosti, vyhlašovat výjimečný stav, vydávat příkazy k hromadné mobilizaci a udělovat státní vyznamenání. Prezident dále jmenuje a odvolává velvyslance do zahraničí, podepisuje a ruší smlouvy se zahraničními subjekty. Podle ústavy vyžadují všechny tyto pravomoci schválení nebo potvrzení Všečínského shromáždění lidových zástupců . Prezident rovněž provádí státní návštěvy. Podle ústavy je ustanovení o státní návštěvě jedinou prezidentskou mocí, která nestanovuje žádnou formu dohledu z Národního lidového kongresu. Vzhledem k tomu, že převážná většina prezidentských pravomocí závisí na schválení od Všečínského shromáždění lidových zástupců, je prezident v podstatě symbolickým postem bez jakéhokoli přímého slova při řízení státu. Proto se předpokládá, že bude fungovat spíše jako symbolická instituce státu, než jako úřad se skutečnými výkonnými pravomocemi.   